# Sealyham Terrier
Der Sealyham Terrier ist eine von der FCI (Nr. 74, Gr. 3, Sek. 2) anerkannte britische Hunderasse.

## Herkunft und Geschichtliches
Der Sealyham Terrier stammt aus Großbritannien und wurde als Erdhund gezüchtet durch Kreuzungen aus den Bassets mit dem Bull Terrier, dem Fox Terrier, dem West Highland White Terrier und dem Dandie Dinmont Terrier.
1908 wurde der erste Klub gegründet und 1910 die Rasse offiziell anerkannt. Bis 1940 nahm seine Beliebtheit ab und heute findet man ihn fast nur noch in England und Südafrika.

## Beschreibung
Der Sealyham Terrier ist ein kurzbeiniger, langhaariger Terrier, der bis 31 cm groß und ca. 9 kg schwer werden kann. Wetterfestes Fell ist sein Kennzeichen, es ist lang mit hartem und drahtigem Deckhaar mit Unterwolle in weiß oder weiß mit gelben, braunen, blauen oder dachsfarbenen Markierungen. Die Ohren sind mittelgroß, an den Spitzen leicht abgerundet und seitlich an der Wangenpartie getragen.

## Wesen
Der Sealyham Terrier ist ein angenehmer Begleiter und Familienhund, im Freien aktiv, bei ausreichender Bewegung aber auch für die Wohnungshaltung geeignet.